# Moldovenești, Cluj

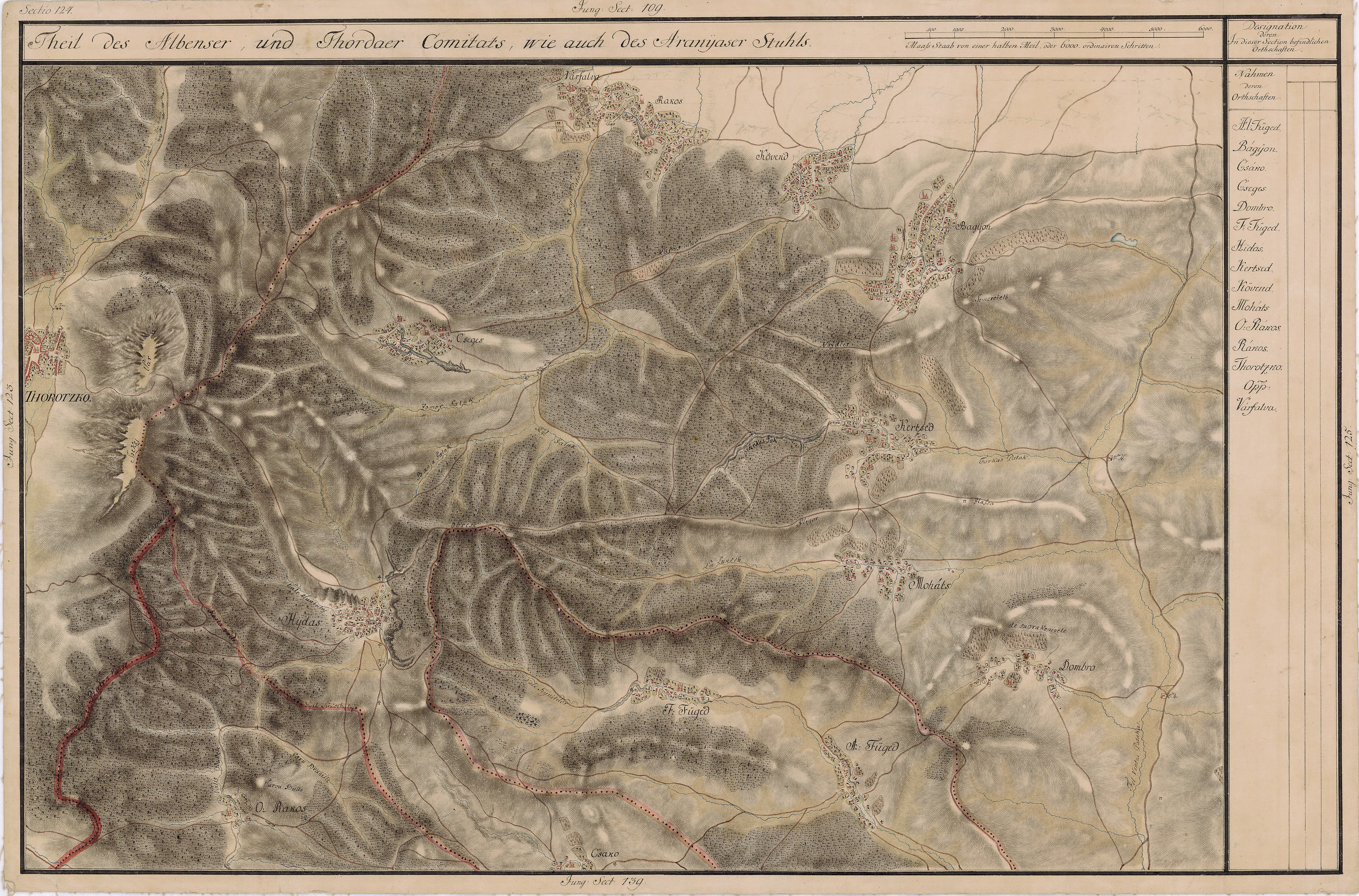
Moldovenești pe Harta Iosefină a Transilvaniei, 1769-1773 (Sectio 124)

Moldovenești mai demult Varfalău, (în maghiară Várfalva, în germană Burgdorf) este satul de reședință al comunei cu același nume din județul Cluj, Transilvania, România. În anul 1966 fostul sat apropiat Vălenii de Arieș (în maghiară Aranyosrákos) a fost incorporat administrativ satului Moldovenești.
Pe Harta Iosefină a Transilvaniei din 1769-1773 (Sectio 124) apare sub numele de Várfalva.

## Date geografice
Altitudinea medie: 406 m.

## Numele
Vechiul nume al localității, acela de "Varfalău", provine din maghiară și anume din cuvântul compus var = cetate și falu/falva = sat („Várfalva” = „Satul Cetății”), cu referire la ruinele medievale de pe Dealul Cetății. 
Localitatea a fost redenumită în perioada interbelică Moldovenești, cu referire la Ioan Micu Moldovan, originar din localitate.

## Istoric
Următoarele obiective au fost înscrise pe Lista monumentelor istorice din județul Cluj, elaborată de Ministerul Culturii din România în anul 2015:
- Situl arheologic din punctul "Dealul Cetății" (cod LMI CJ-I-s-A-07118)
- Așezarea preistorică de la "Șanțul Păgânilor" (cod LMI CJ-I-s-B-07119)
- Necropola medievală din grădina fostului castel Josika (azi primărie) (cod LMI CJ-I-s-B-07120)
- Așezarea romană la cca 2 km de cetatea de la Moldovenești (cod LMI CJ-I-s-B-07121)
- Biserica unitariană din sec. XVII-XVIII (cod LMI CJ-II-m-B-07715)
- Castelul Jósika (azi primărie) (cod LMI CJ-II-m-B-07716)

Pe dealul de deasupra comunei se înălța odinioară o cetate medievală (coordonate: 46°30.189 N, 23°39.228 E). Cetatea a fost construită probabil la începutul secolului al XI-lea. Cetatea e amintită (indirect) într-un document din  anul 1075, sub numele de castrum quod vocatum Turda (iar în 1291 sub denumirea de terra Turdavar), fiind astfel una din cele mai vechi localități din zona Turzii. S-a dărâmat probabil după cea a doua invazie a tătarilor (din 1285). Rămășițele fortăreței (190 x 100 m) se mai pot vedea și azi. Pe partea de sud se vede un șanț, care ar fi putut să fie intrarea în cetate.
Până în anul 1876 localitatea a aparținut Scaunului Secuiesc al Arieșului.

## Lăcașuri de cult
Biserica Unitariană a fost construită în jurul anului 1300, în stil romanic, mai târziu rezidită in stil gotic. A fost înconjurată cu un zid de apărare, care nu a rezistat însă atacului tătar din 1661. În anul 1672 a fost renovată. Biserica este înscrisă pe lista monumentelor istorice din județul Cluj (2010).

## Obiective turistice
- Castelul Jósika, înscris pe lista monumentelor istorice din județul Cluj (2010).
- Cetatea Moldovenești.
- Pe șoseaua Turda-Abrud, între Moldovenești și Buru, exista pe vremuri un loc de mare atracție turistică, o îngustare a drumului, numită de localnici Colțul Fetei (l.magh. Leanykö), flancat de două stânci înalte și impunătoare. Mașinile și camioanele se opreau și claxonau, înainte de a trece prin clisura îngustă dintre stânci. Era periculos, mai ales că locul se afla în curbă. Din cauza accidentelor frecvente rutiere petrecute aici, stânca dinspre Arieș a fost aruncată în aer în anii 60 ai secolului al XX-lea, iar șoseaua lărgită. Coordonatele „Colțului Fetei”: 46.503890, 23.635058.
- Nu departe de Moldovenești se află (pe partea stângă a Arieșului) Valea și Cheile Borzești, precum si Cabana Buru din „Pădurea Orașului”.

## Transporturi
Haltă de cale ferată a Mocăniței (în prezent inactivă). 

## Personalități
- Ioan Micu Moldovan (1833-1915), academician, canonic greco-catolic, membru fondator al ASTRA, unul din principalii autori ai Pronunciamentului de la Blaj
- George Pătăcean (1878 - 1965), deputat în Marea Adunare Națională de la Alba Iulia 1918

## Galerie de imagini

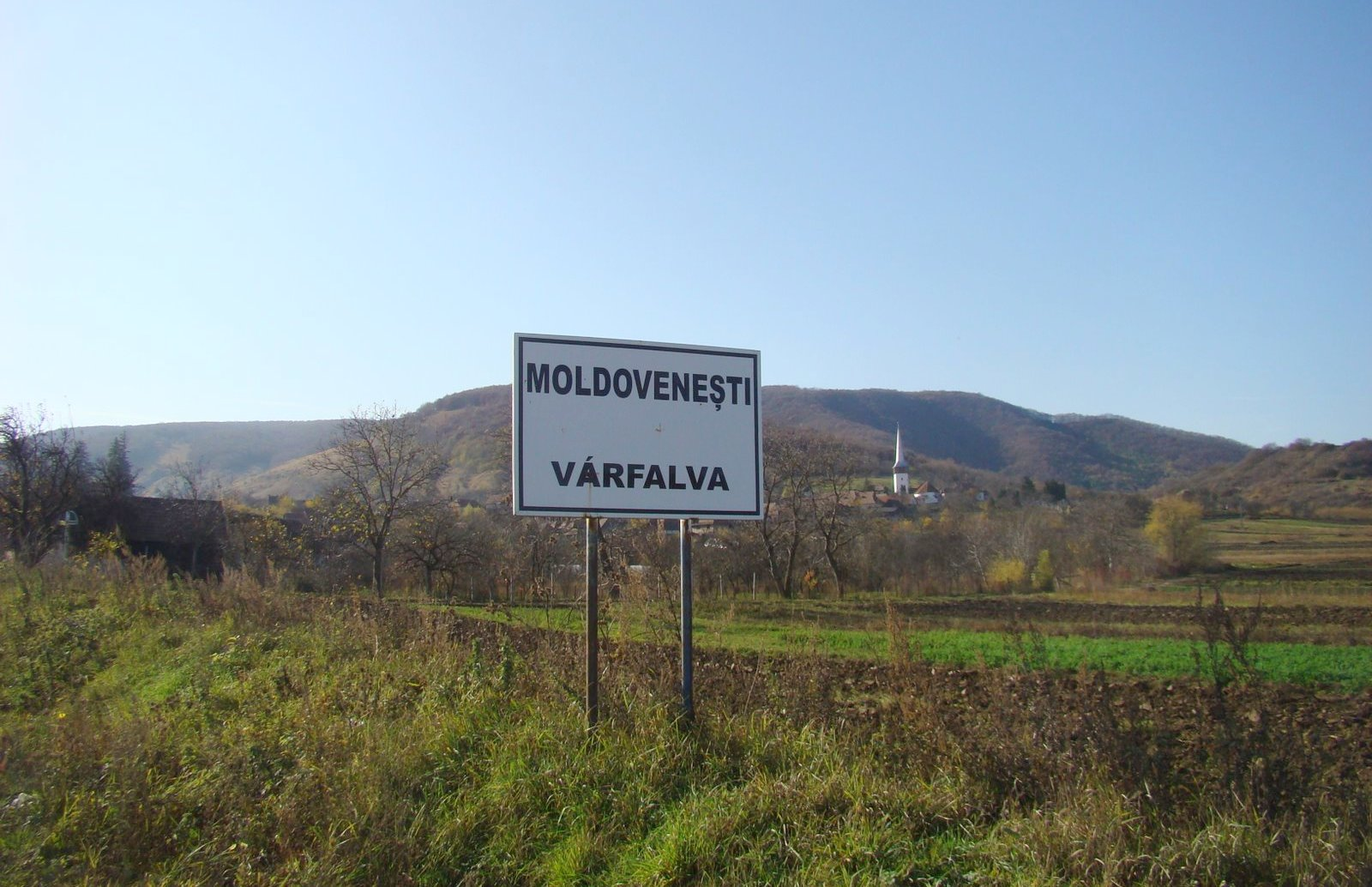
Intrarea în localitate
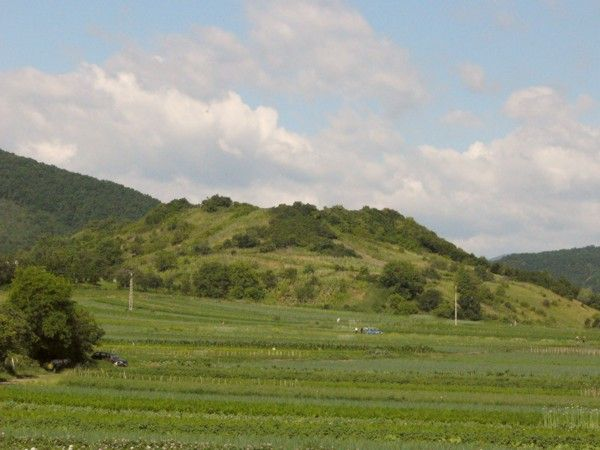
Situl arheologic din punctul “Dealul Cetății”
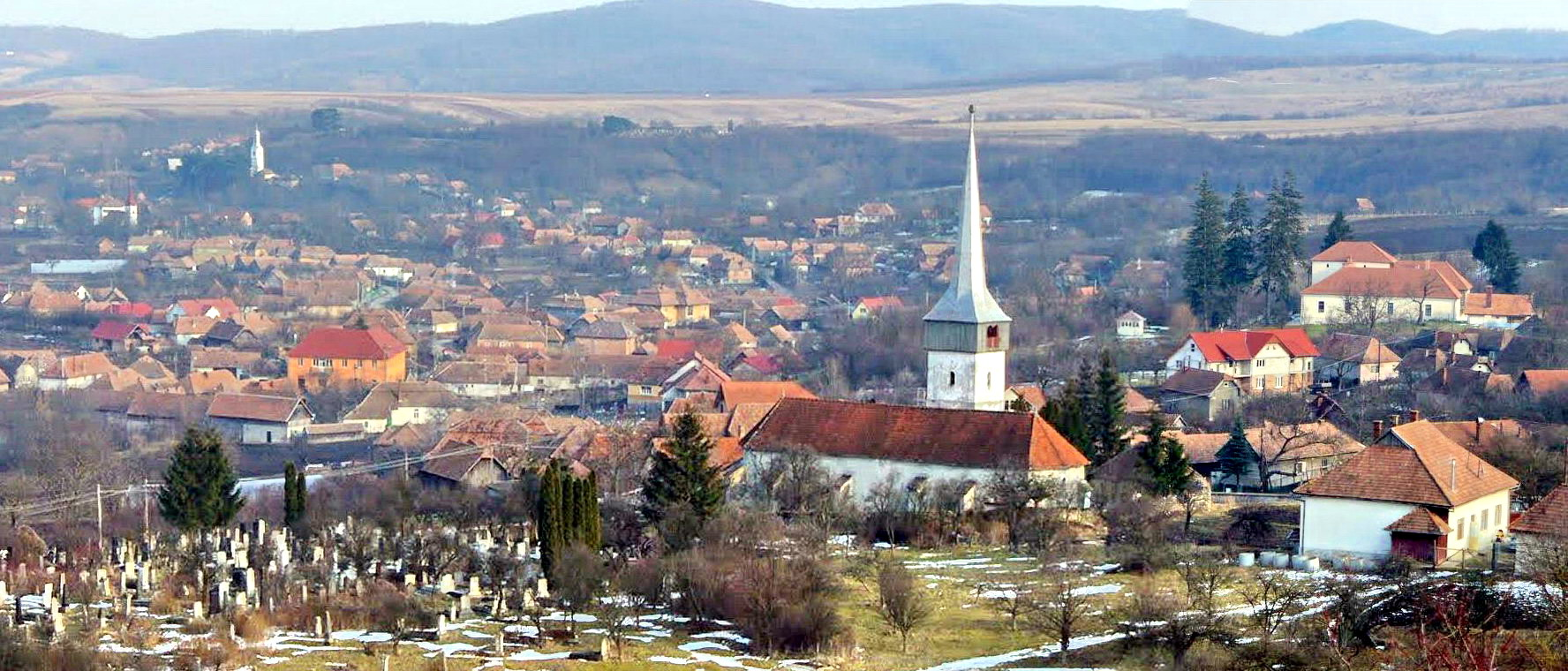
Moldovenești
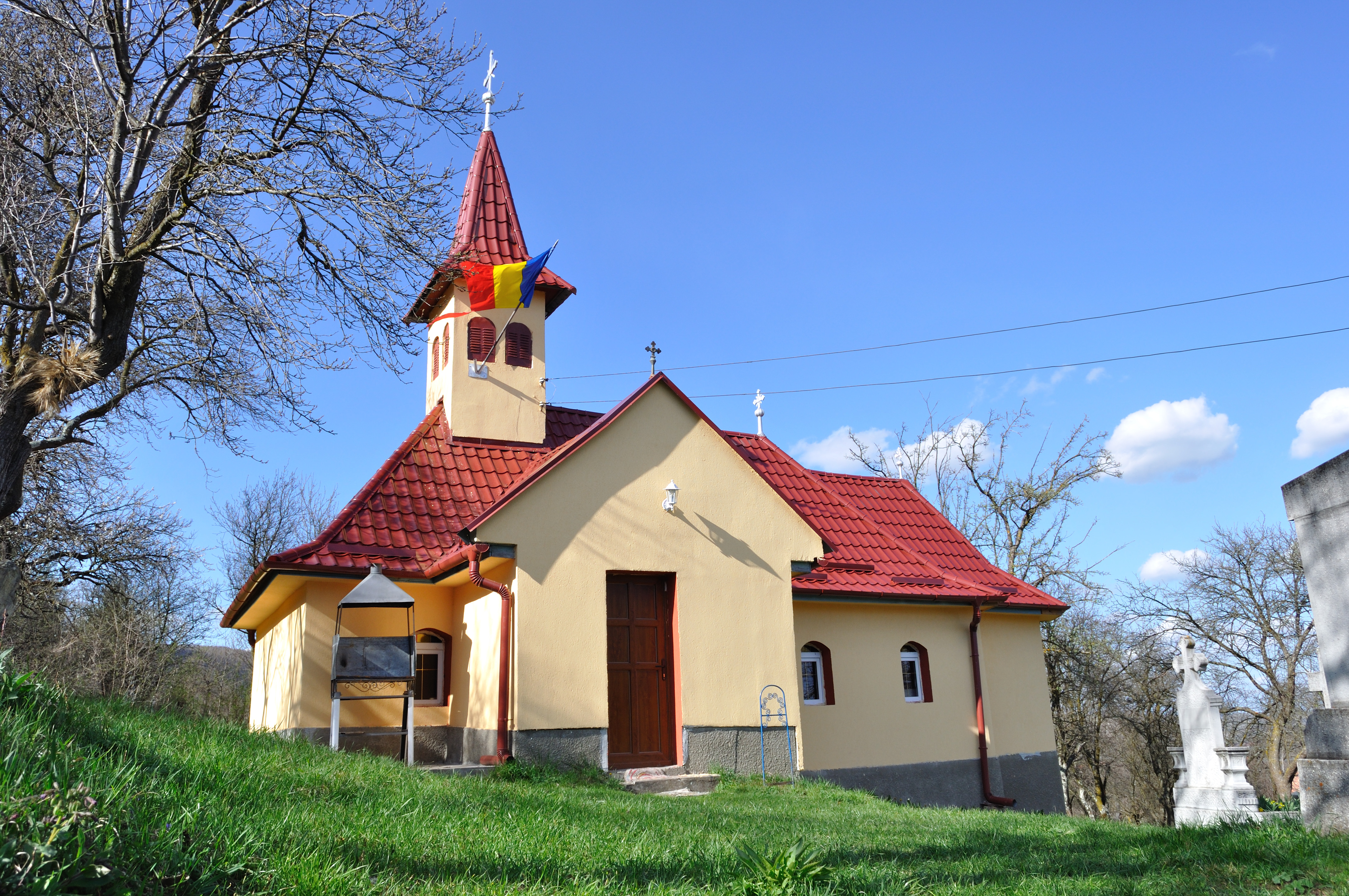
Biserica de lemn „Sfinții Arhangheli” din Moldovenești
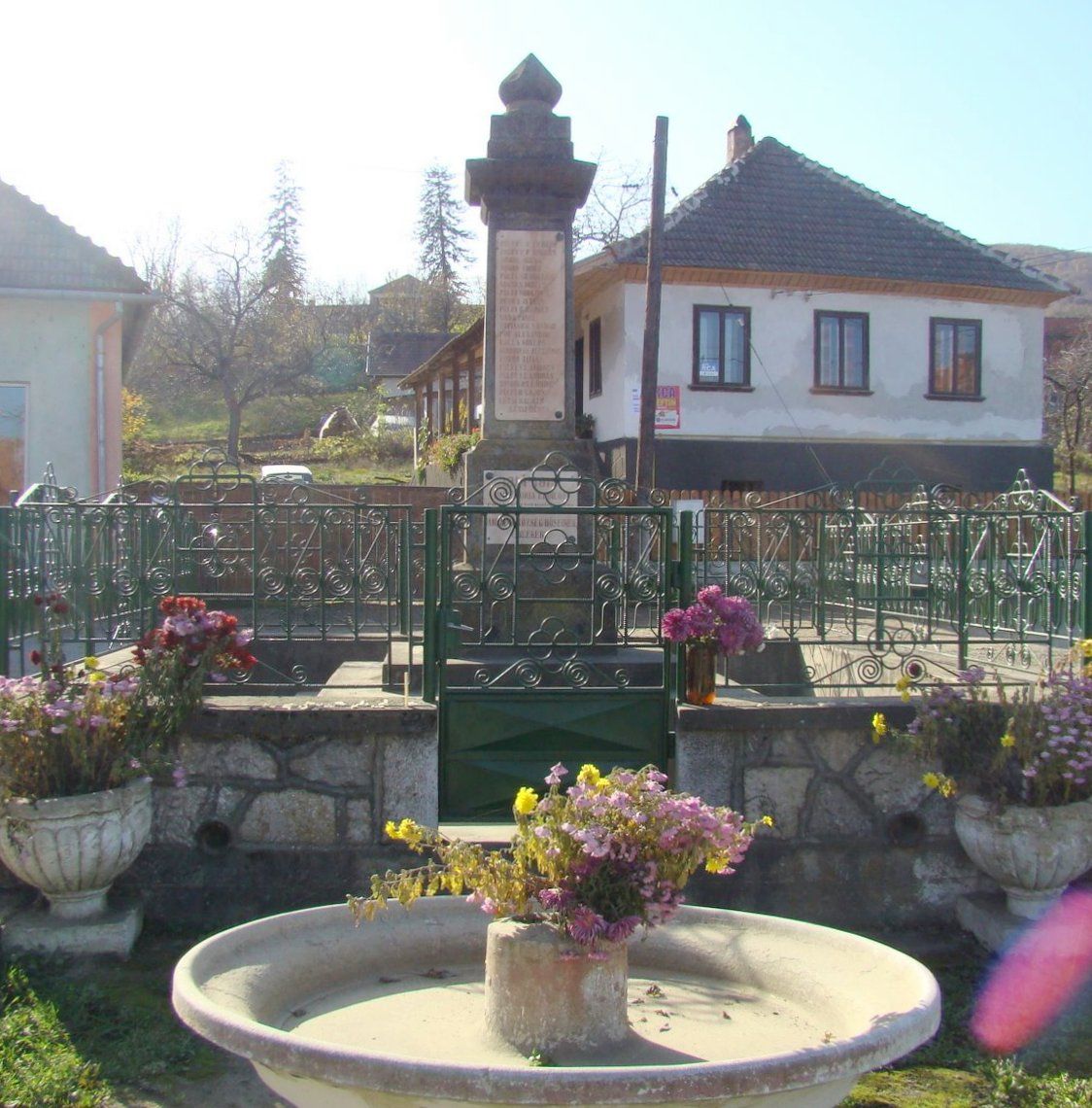
Monumentul eroilor
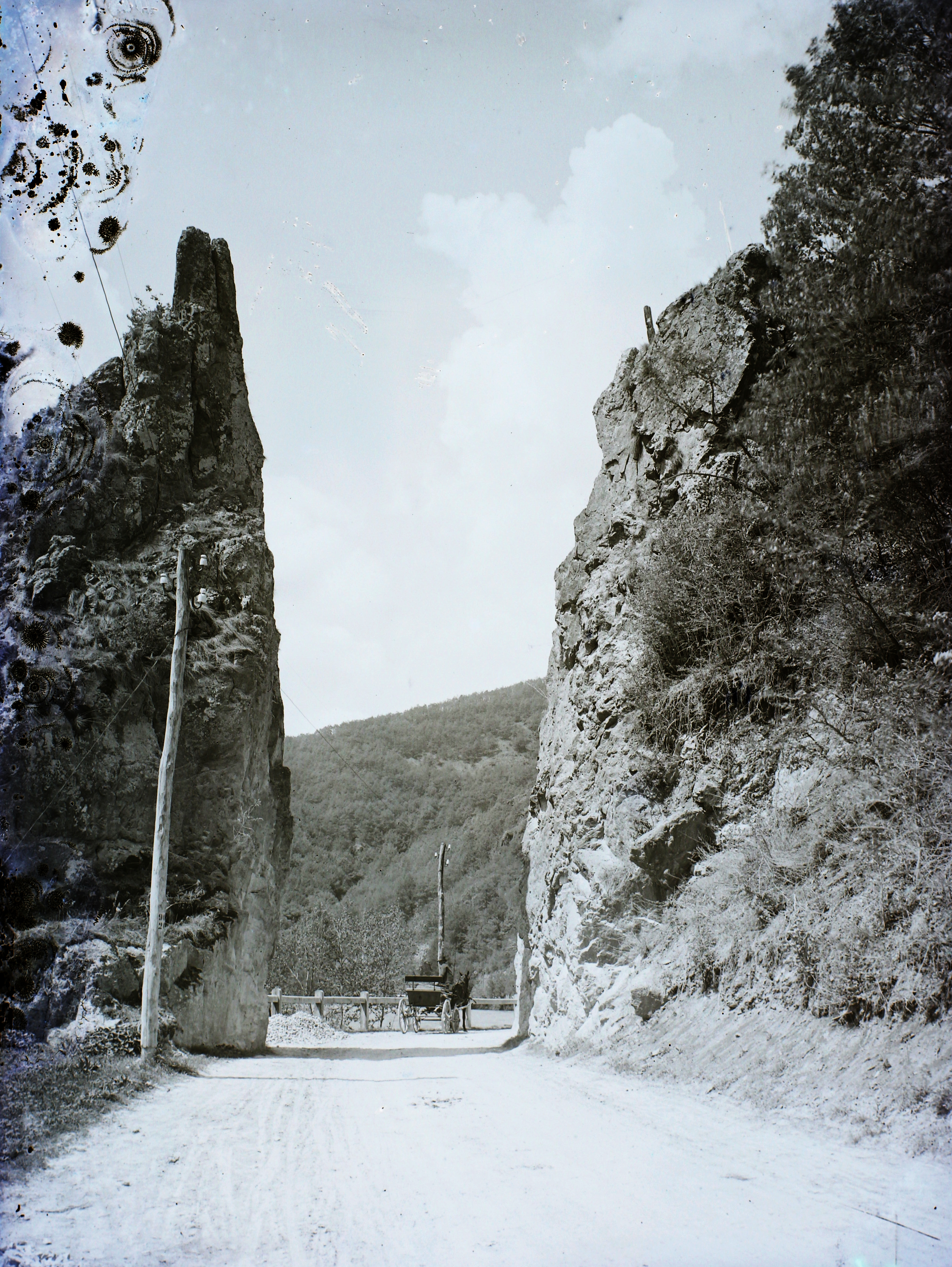
”Colţii Fetei” între Buru-Moldoveneşti (1907)